# Alexander Adolf von Hirschfeld
Pour les articles homonymes, voir Hirschfeld.
Karl Alexander Adolf von Hirschfeld, né le 17 septembre 1787 à Halberstadt et mort le 11 mai 1858 à Gotha, est un général de cavalerie prussien.

## Biographie

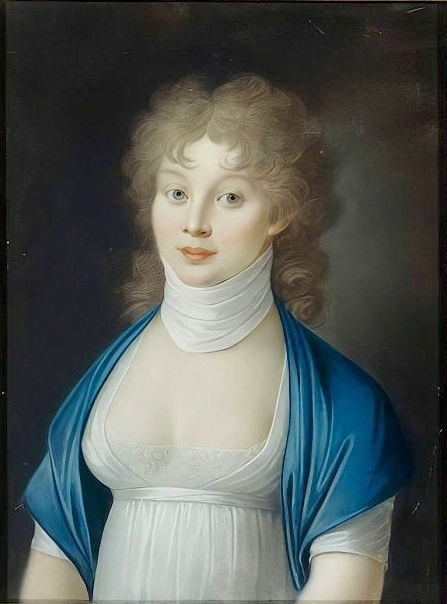
La reine Louise en 1799, lorsque Hirschfeld devient sa page personnelle pendant deux ans ; Portrait de Nikolaus Lauer

Alexander Adolf von Hirschfeld est le second fils du général prussien Karl Friedrich von Hirschfeld issu de son mariage avec Karoline Friederike Philippine von Faggyas (1761-1795). Le 5 mars 1799, il devient le page personnel de la reine Louise pendant deux ans. À partir de 1801, il étudie à l'Académie militaire de Berlin. En mars 1803, il rejoint le 1er bataillon de la Garde à Potsdam en tant que Junker, où il est promu enseigne en septembre 1804 et sous-lieutenant en octobre 1805.

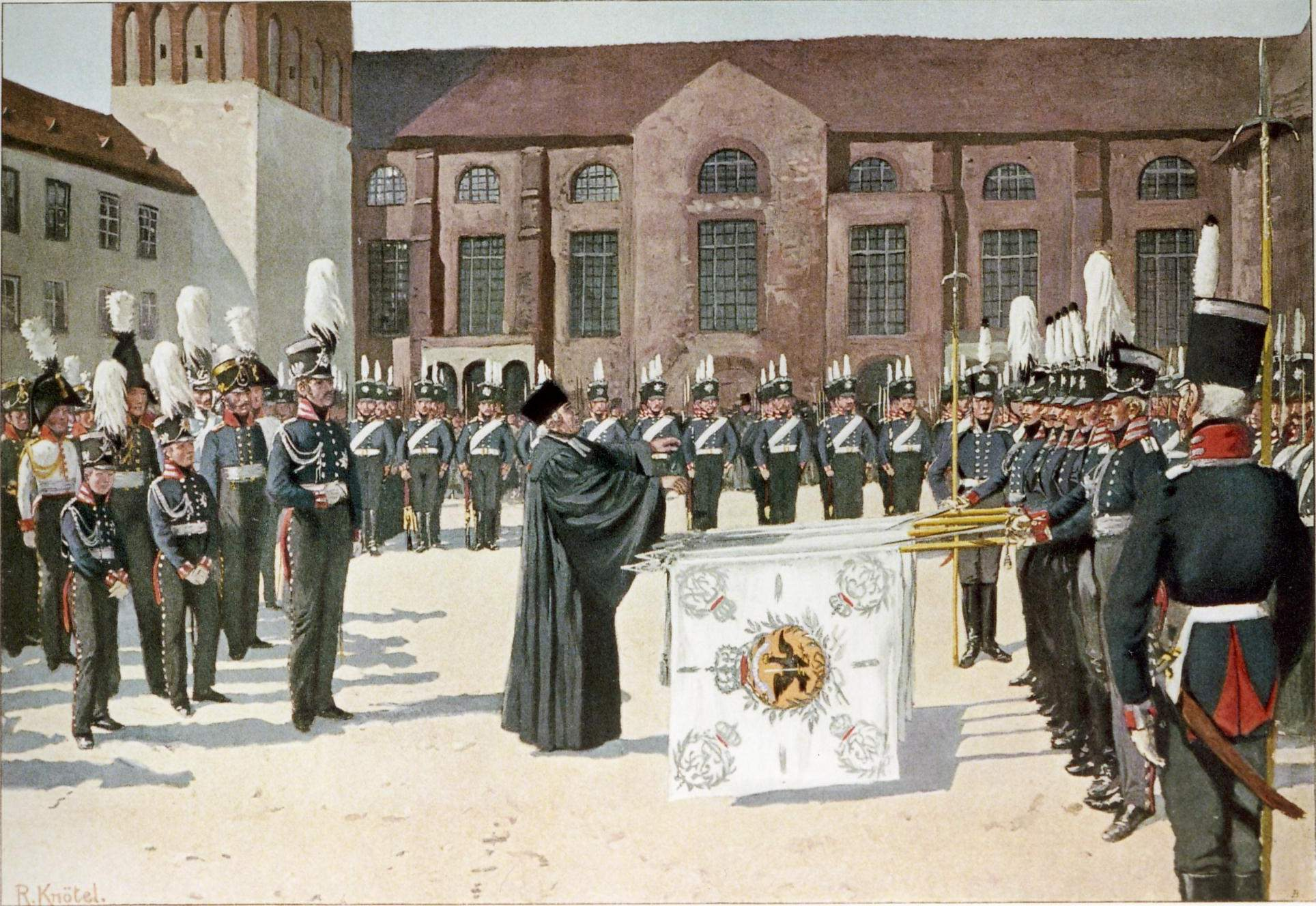
Consécration du drapeau du régiment de la Garde dans la cour du château de Königsberg en février 1808 ; Illustration de Richard Knötel, vers 1890

### Guerre de 1806-07
Dans la guerre de la Quatrième Coalition de 1806/07, Hirschfeld participe à la bataille d'Iéna et à la retraite sous les ordres de Frédéric-Louis de Hohenlohe-Ingelfingen, qui se termine le 28 octobre par la capitulation de Prenzlau. Il se rend en Poméranie, à Colberg, ville inoccupée, où son frère aîné, le lieutenant de hussards Eugen von Hirschfeld, est également arrivé. Tous deux s'engagent dans le corps franc Schill. Cela vaut à leur père d'être emprisonné dans la forteresse française de Magdebourg jusqu'à la signature de la paix en juin 1807.
En décembre 1806, les frères quittent Colberg pour fonder leur propre corps franc à cheval à Stargard, sous le commandement d'Eugen. Ce corps franc, composé de 200 soldats licenciés, porte la "Petite Guerre" de la Poméranie à la Nouvelle-Marche et jusqu'en Silésie. En janvier 1807, il attaque des transports fluviaux français qui ont gelé sur l'Oder, à la Warthe et à la Netze. Ce mouvement incite le haut commandement français à déplacer des régiments entiers au détriment du théâtre principal de guerre en Prusse-Orientale. Après que le corps franc a été dispersé fin février à Christianstadt am Bober (de), Eugen von Hirschfeld peut le reconstituer en mai dans la forteresse assiégée de Glatz en mai. En juin 1807, le corps franc s'empare de Liegnitz juste avant l'armistice et est encerclé. En échange du dépôt de ses armes, il obtient le libre départ vers l'armée principale en Prusse-Orientale. Après la paix de Tilsit, Alexander Adolf von Hirschfeld reçoit l'ordre Pour le Mérite.

### Guerres de 1813/14

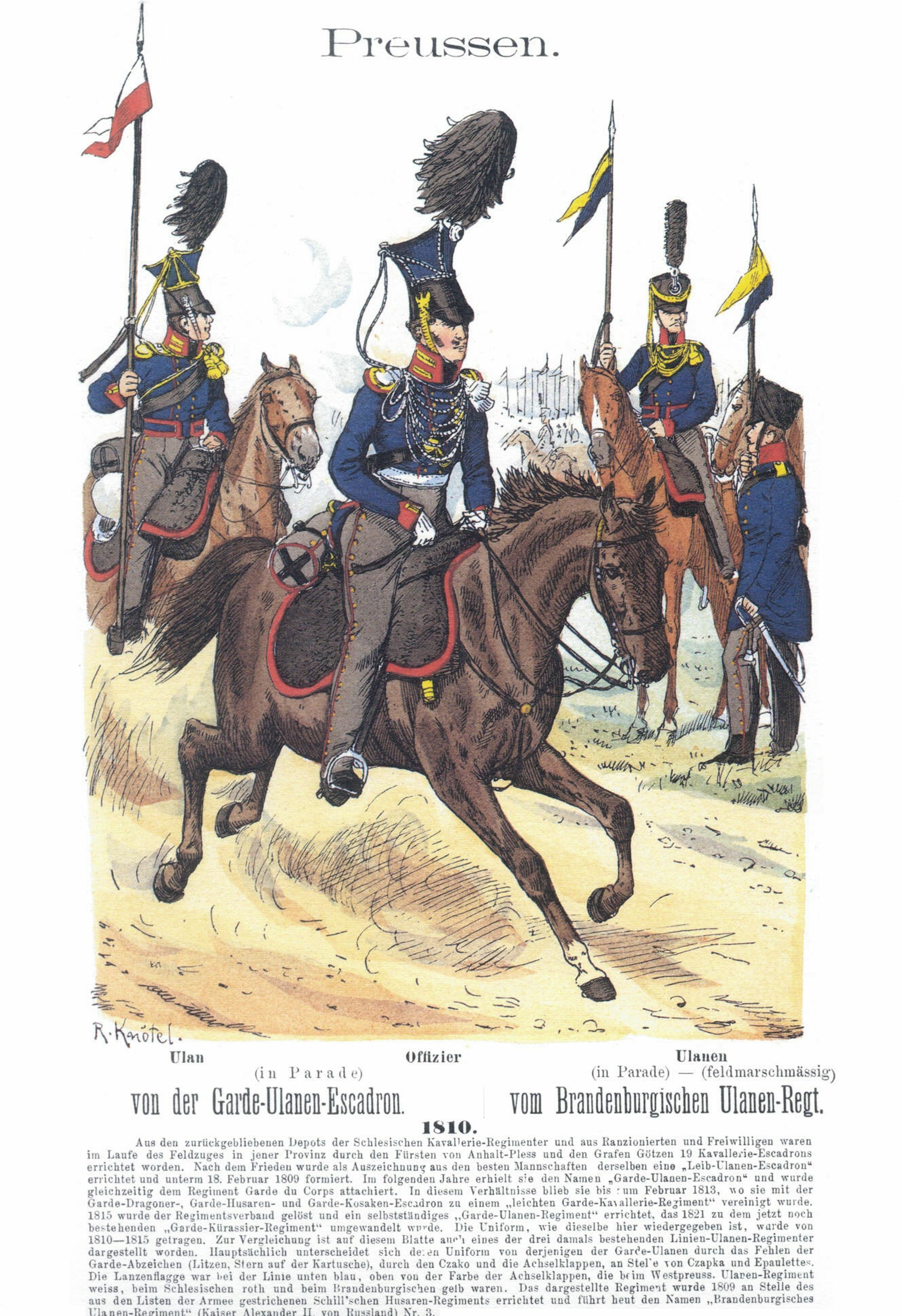
Garde prussienne et uhlans de ligne dans les guerres napoléoniennes. Extrait de lUniformkunde de Richard Knötel, vers 1890

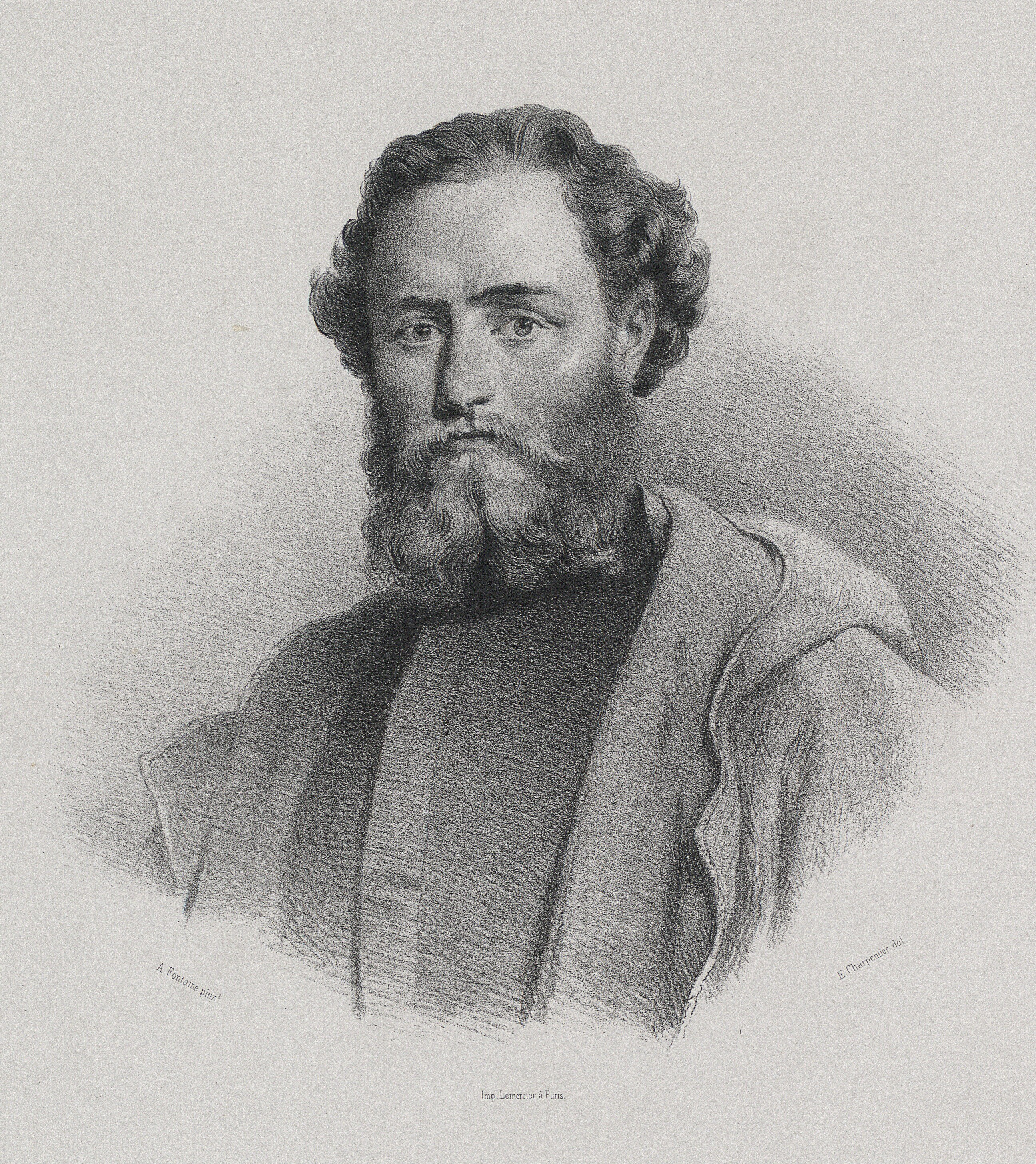
Ludwik Mierosławski est l'adversaire de Hirschfeld à Wreschen

Le 21 janvier 1808, il se marie avec Sophie Luise Goldbeck à Wobesde près de Stolp. En novembre 1808, il rejoint le nouveau régiment de la Garde. À la veille de la guerre de la cinquième coalition, Alexander Adolf von Hirschfeld prend sa retraite de l'armée prussienne le 23 mars 1809. De même, Eugen a reçu le 30 mars 1809 le congé demandé. L'histoire ne dit pas si la décision d'Alexander Adolf est liée aux projets de révolte de ses frères Eugen et Moritz von Hirschfeld. Alexander Adolf loue le domaine de Dünnow près de Wobesde et devient agriculteur.
En septembre 1812, lorsque l'armée prussienne est contrainte de participer à la campagne de Russie de Napoléon, il rejoint le régiment de la Garde. Avec la guerre de nouveau contre Napoléon, Hirschfeld combat à partir de février 1813 dans l'escadron de cosaques de la Garde nouvellement créé, où il est promu premier lieutenant en mai. Il gagne la croix de fer de 2e classe lors d'une bataille d'Haynau et combat dans les batailles de Lützen, Bautzen, Kulm et Laon, pour lesquelles il reçoit les ordres russes de Sainte-Anne et de Saint-Vladimir en avril 1814. En février 1815, Hirschfeld est capitaine d'état-major dans le régiment d'uhlans de la Garde et en juin 1815, il est Rittmeister.

### Années de paix
Durant la période de paix qui suit, Hirschfeld sert à partir de mai 1818 comme major dans le 3e régiment d'uhlans (pl) et devient en 1831 commandant du 1er régiment d'uhlans à Berlin. À l'occasion de la revue de Kalisch, il reçoit l'ordre de l'Aigle rouge de 4e classe et un échelon supérieur de l'ordre de Sainte-Anne. En onze ans, Hirschfeld a fait de son régiment de cavalerie l'un des meilleurs de l'armée prussienne. Colonel depuis 1838, il commande la 4e brigade de cavalerie à Stargard, qui fait partie du 2e corps d'armée, le "poméranien". Le 7 avril 1842, le roi Frédéric-Guillaume IV le nomme major général. Ses supérieurs jugent Hirschfeld comme l'un des "meilleurs généraux de cavalerie de l'armée" et recommandent sa "promotion de préférence"

### Posnanie 1848
En mai 1848, Hirschfeld dirige dans la province de Posnanie, lors de la répression de l'insurrection de Grande-Pologne, une unité mixte composée d'éléments de la 4e division d'infanterie. Le 2 mai 1848, une troupe placée sous ses ordres et commandée par le colonel Heinrich von Brandt se rend à Wreschen. Elle doit y faire désarmer et disperser des milliers d'insurgés, souvent armés seulement de faux de guerre. Ceux-ci entreprennent cependant une attaque sous la direction de Ludwik Mierosławski au cours de laquelle ils subissent de lourdes pertes sous le feu de l'artillerie et des tireurs prussiens. Les Prussiens, inférieurs en nombre, abandonnent néanmoins le terrain après avoir perdu neuf morts et 34 blessés. Hirschfeld doit renoncer à l'exécution de sa mission. Mieroslawski se retire le lendemain. Le monument de Sokołowo (de) rappelle les 300 morts des insurgés. Le 9 mai, Hirschfeld occupe Bromberg et inflige une lourde défaite aux insurgés lors de leur dernier combat à Exin le 13 mai. Son action lui vaut d'être qualifié de général des éclats d'obus par le journal radical-démocrate Neue Rheinische Zeitung, et Mieroslawski le considère désormais comme son "ennemi mortel". En juin 1849, lors de l'insurrection de Bade, il veut se venger d'Alexandre Adolf Hirschfeld dans une bataille de Waghäusel, mais l'a confondu avec son frère Moritz, dont il combat en réalité les troupes. Cette confusion se retrouve également dans la littérature plus récente.
Immédiatement après la fin du soulèvement, Hirschfeld prend en mai 1848 le commandement de la 7e division à Magdebourg.

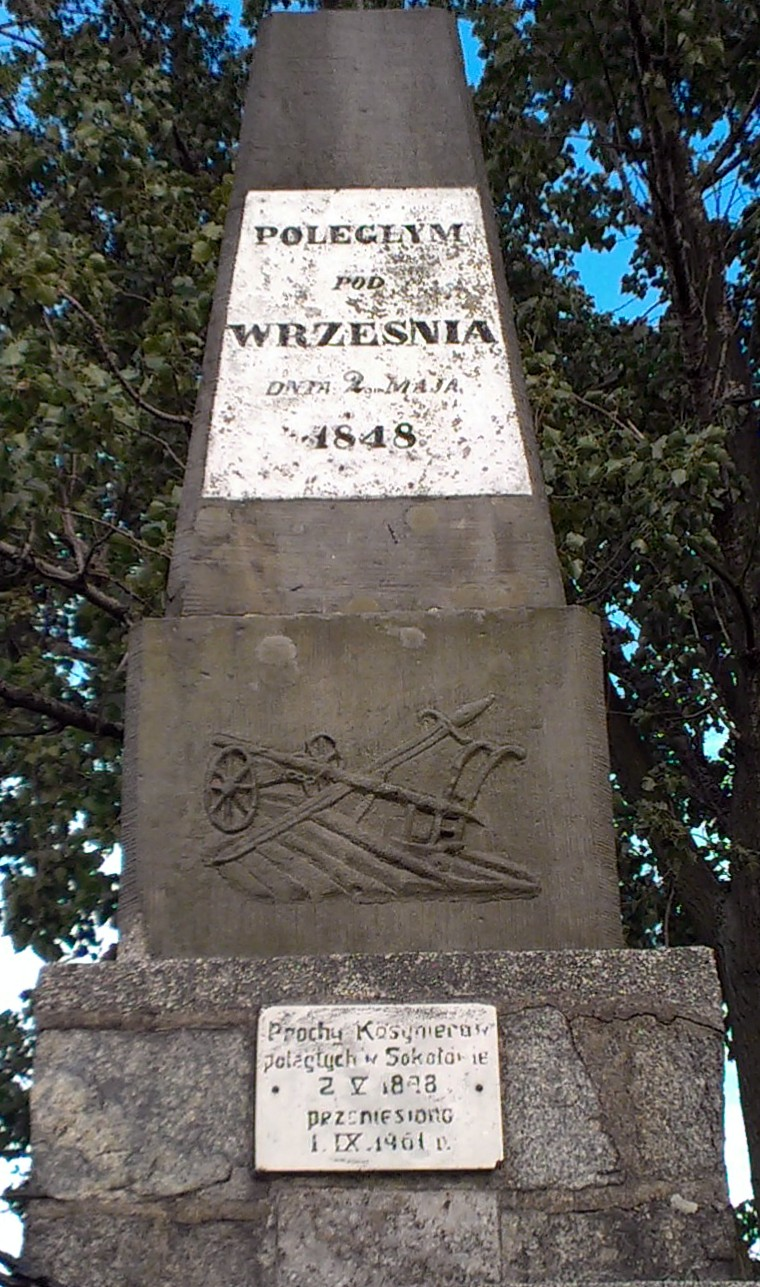
Le monument de Sokołowo

### Schleswig-Holstein 1849
Dans la guerre avec le Danemark, Hirschfeld reçoit à partir d'avril 1849, après l'expiration de l'armistice de Malmö, le commandement de la 3e division au sein de l'armée fédérale allemande, dont le commandant en chef est le lieutenant-général prussien Karl von Prittwitz. Hirschfeld est nommé lieutenant général le 8 mai 1849. La division est entièrement composée de troupes prussiennes. Un succès particulier est l'apparition de ses bataillons posnaniens de Landwehr dans la bataille de Gudsö, qui entraîne la prise de Vejle le lendemain. Dans les dernières semaines de la guerre, jusqu'à l'armistice du 10 juin 1849, la division de Hirschfeld opère avec la brigade bavaroise de la 1re division dans les environs de Fredericia.
Le 28 juillet 1849, Hirschfeld reçoit les épées de l'ordre de l'Aigle rouge de 1re classe et reprend le commandement de la 7e division d'infanterie. Il l'occupe jusqu'en mars 1854, date à laquelle il quitte le service avec le caractère de général de cavalerie. Quatre ans plus tard, Hirschfeld meurt à Gotha et est enterré au Gottesacker IV.

## Famille
Dix enfants sont nés de son mariage avec Sophie Luise von Goldbeck (né le 27 octobre 1789 et mort le 13 mai 1827), célébré le 21 janvier 1808. Parmi les fils, le premier (1810-1812) meurt en bas âge, le second (1815-1897) en tant que lieutenant-colonel à la retraite, le troisième (1825-1870) meurt de ses blessures reçues à Loigny en tant que major. Une fille meurt en bas âge, quatre vécurent à l'abbaye de Keppel (de), qui est sous le protectorat de la maison royale prussienne, une à l'abbaye de Cappel (de). Seule la fille Marie (née le 14 novembre 1818) se marie. En 1839, elle se marie avec le baron Hermann von Stosch, lieutenant d'infanterie prussien. Le second mariage d'Alexander von Hirschfeld, contracté en 1828 avec Sophie Wilhelmine Charlotte von Renouard (née le 17 décembre 1798 et morte le 25 septembre 1828), n'a pas d'enfants, tout comme le troisième, conclu le 21 octobre 1829 à Steinhöfel avec Amalie von Hagen (née le 5 mai 1794 et morte le 7 août 1866).